# If You Come to Me
"If You Come to Me" é uma canção do girl group britânico Atomic Kitten. Foi escrito por Julian Gallagher, Martin Harrington, Ash Howes, Sharon Murphy e Richard Biff Stannard e produzido pela Engine para o terceiro álbum de estúdio das meninas, Ladies Night (2003). Lançado como primeiro single do álbum em 27 de outubro de 2003, alcançando o terceiro lugar no UK Singles Chart e o número trinta na Austrália.

## Faixas
UK CD1
1. "If You Come to Me" – 3:44
2. "Album Medley" – 6:57
3. "If You Come to Me" (video) – 3:44

UK CD2
1. "If You Come to Me" – 3:44
2. "So Right" – 3:32
3. "Feels So Good" – 3:33
4. "Feels So Good" (tour video) – 3:33

UK Cassette
1. "If You Come to Me" – 3:44
2. "So Right" – 3:32
3. "Feels So Good" – 3:33